# Манти-Хутор
Манти-Хутор — упразднённый хутор в Хасавюртовском районе Дагестана, Россия. Точная дата упразднения не установлена.

## География
Располагался в лесном массиве к северу от города Хасавюрт, на левобережье реки Акташ, в близи высоты 62,6 м (на довоенных картах подписана как курган Даден-барц). Ближайшие населённые пункты: на северо-западе — село Кандаураул, на юго-востоке — село Покровское, на западе сёла Османюрт и Симсир на севере — село Бамматюрт примерно в 2,5 км.

## История
Основан кумыкским сала-узденем, землевладельцем Мантаем Гусейновым — откуда и первоначальное название Мантай-отар. Есть сведения, что его сын А. М. Мантаев, ставший Председателем Президиума Верховного Совета Дагестанской АССР, именно из-за доноса по поводу владения хутором лишился своей должности.
По данным на 1929 год хутор Мантий-Отар состоял из 5 хозяйств, в административном отношении входил в состав Бамматюртовского сельсовета Хасавюртовского района. Последний раз учтен в 1939 году в составе Карланюртовского сельсовета. По всей видимости был заброшен в 1944 году в связи с высылкой чеченского населения. Несмотря на это продолжал обозначаться на топографических картах как жилой вплоть до 1980-х годов.

## Население
По данным переписи 1926 года на хуторе проживало 26 человек (14 мужчин и 12 женщин), все чеченцы. По переписи 1939 года на хуторе проживало 58 человек (23 мужчины и 35 женщин). По некоторым сведениям в 1980-е годы на хуторе проживало порядка 10 человек.